# Bodegón con peritas, pan, jarra, frasca y vasijas
Bodegón con peritas, pan, jarra, frasca y vasijas, o  Bodegón con peritas, pan, alcarraza, cuenco y frasca es una obra primeriza de Luis Egidio Meléndez, que forma parte de las colecciones del Museo del Prado.

## Introducción
Luis Egidio Meléndez empezó a trabajar como miniaturista, pero pronto se dedicó a la pintura. Aunque cultivó diversos géneros, destacó especialmente en la pintura de bodegón, siendo el principal artista de este género en la España del siglo XVIII. Su principal contribución fue una serie de bodegones para el Gabinete de Historia Natural del Príncipe de Asturias (futuro Carlos IV). Sus bodegones se asemejan a los de los anteriores pintores españoles, colocando los objetos ante un fondo oscuro. Pero —a diferencia de la mayoría de aquellos maestros— Meléndez casi siempre representa objetos humildes de cocina, en lugar de vistosos recipientes de aparador.

## Análisis de la obra

### Datos técnicos y registrales
- Madrid, Museo del Prado, n º. de inventario: P000912;[3]
- Pintura al óleo sobre lienzo;
- Dimensiones: 47,8 x 34,6 cm,
- Datación: 1760;
- Firmado y fechado en el borde del tablero, a la derecha: Ls.Mz.Dzo,1760.[4]

### Descripción de la obra
Ante un fondo muy oscuro, aparecen varios objetos sobre un tablero de madera, veteada y con algunas grietas. Sobre ella, el pintor representa  un grupo de peritas de San Juan en primer término. Tras ellas aparece —a la derecha— una magnífica alcarraza blanca, con la boca ondulada, bellamente decorada y con las asas molduradas, tal vez de cerámica de Andújar. Detrás, un lebrillo o cazuela, que puede ser de cerámica de Alcorcón, con una tapa metálica con asa, de la que sobresale una cuchara, también metálica. En último término, se distingue una frasca de vidrio oscuro.
Este lienzo es uno de los más atractivos bodegones del pintor, por el magnífico efecto luminoso que consigue la jarra de barro blanco, de una monumentalidad elemental pero muy efectiva. La fecha de 1760 lo sitúa entre sus obras más tempranas conocidas, mostrando ya la composición sobria y compacta, que será habitual en Meléndez.

## Procedencia
- Colección Real (Palacio Real de Madrid), gabinete de historia natural del príncipe de Asturias, 1771;
- Casita del Príncipe (El Escorial), 1778;
- Palacio Real de Aranjuez, pabellón grande del embarcadero, hacia 1785;
- Aranjuez, habitaciones del príncipe, hacia 1800, n º. 7;
- Aranjuez, pieza de cubierto del rey, 1818, n º. 7).[7]